# Arkadiusz Pawełek
Arkadiusz Pawełek (ur. 11 czerwca 1968 we Wrocławiu) – polski podróżnik, żeglarz, nurek, alpinista.

## Najważniejsze osiągnięcia
- 1998 – jako drugi człowiek na świecie (pierwszym był francuski żeglarz Alain Bombard w 1952 roku[1]) samotnie przepłynął Atlantyk pontonem "Cena strachu", w ramach ekspedycji "Pontonem przez Atlantyk - Atlantyk '98"[2]
- 2001 - Uczestnik regat Sydney - Hobart na pokładzie jachtu "Sport" (ex-Łódka Bols, ex-Bols Sport)
- 2008 – ekspedycja "Akuna Horn Expedition" - samotnie opłynął przylądek Horn otwartą łodzią pontonową[2]
- 2016-2017 - Uczestnik regat Setką przez Atlantyk, Start w klasie samotników na pokładzie jachtu "Quark"
- 2010 - Rajd samochodowy Budapest- Bamako 2010
- 2010 - Rajd samochodowy Caucasian Challenge 2010
- 2011 - Rajd samochodowy Budapest - Bamako 2011

## Nagrody
- 1998 – Conrady - Indywidualności Morskie 1998 – za ekspedycję Atlantyk '98[3]
- 1999 – Złoty Hals – za ekspedycję Atlantyk '98[4]
- 2002 – Nagroda im. L.Teligi (w kategorii Kultura i Sztuka) za książkę Cena Strachu[5]
- 2009 – Nagroda Hanys Roku za "odwagę i konsekwencję w dążeniu do realizacji własnych pasji"[6]